# Mazda Shinari
La Mazda Shinari est un concept car du constructeur automobile Japonais Mazda, présenté au salon de Los Angeles en 2010.
Elle se présente sous la forme d'un coupé à quatre portes et son nom qui désigne l'élan ou l'amorce du mouvement pour une personne ou un animal, ainsi son design élancé, issu d'une collaboration entre les bureaux japonais, américains et européens est signé par Yong Wook Cho, c'est le premier concept car de Mazda à adopter le style "Kodo" "l'âme du mouvement" de Mazda.

La présence de nombreux éléments de voitures de série tels que les ceintures de sécurité ou la position du volant à gauche laissèrent spéculer sur la commercialisation d'un modèle de série pour l'Amérique et l'Europe tel qu'une nouvelle familiale Mazda 6.

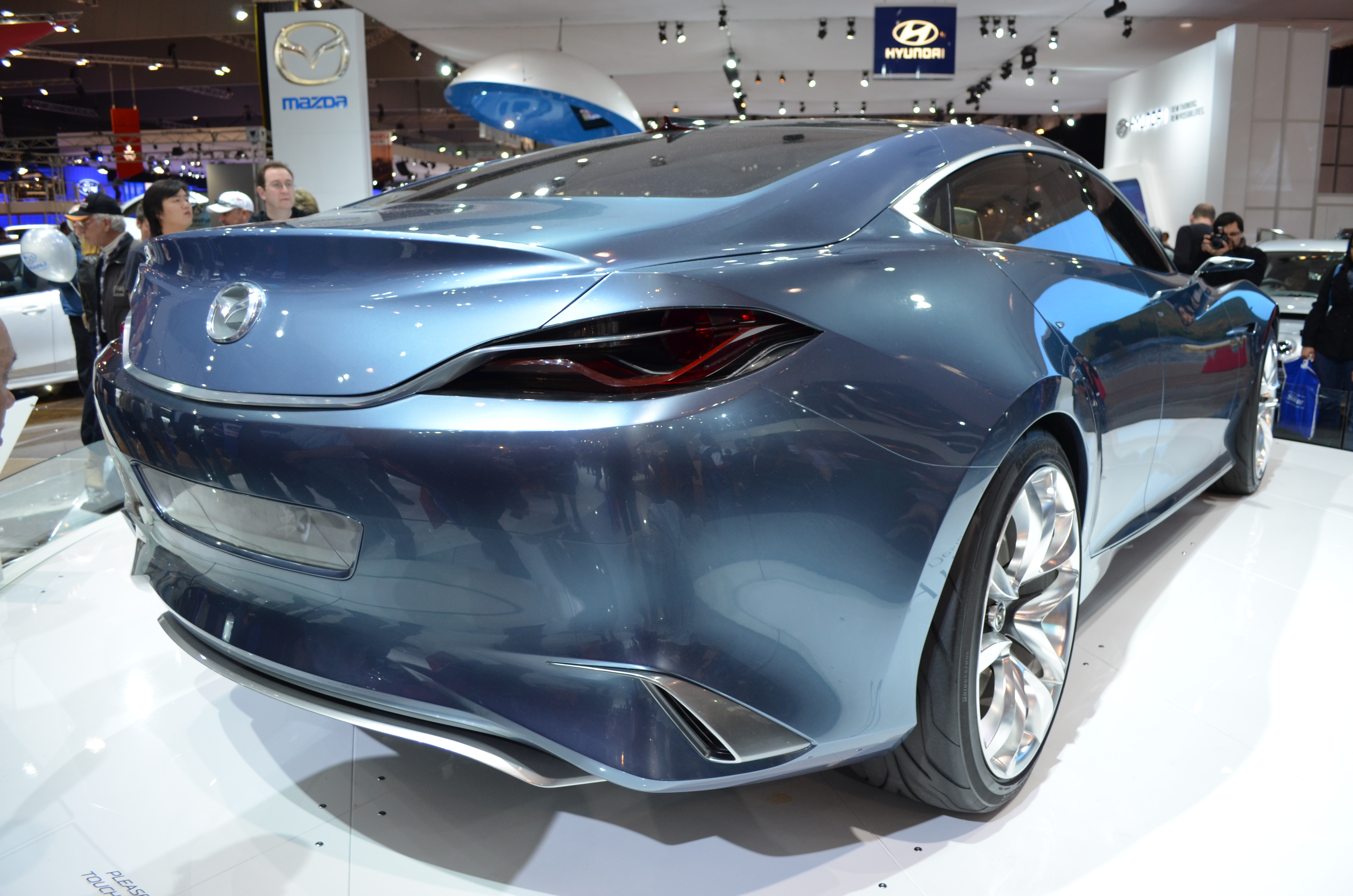
La Mazda Shinari (vue arrière)